# Bernhard Menke
Karl Lui Bernhard Menke (* 1. Februar 1876 in Hannover; † 31. Januar 1929 in Dresden) war ein sächsischer Politiker (USPD, SPD).
Bernhard Menke besuchte bis 1890 die Bürgerschule in Hannover, die er ohne Abschluss verließ, und absolvierte danach kurzfristig eine Ausbildung als Musiker. Anschließend absolvierte er bis 1894 in seiner Heimatstadt eine Lehre als Steindrucker und ging danach auf Wanderschaft. Nach seiner Rückkehr arbeitete er bis 1903 in seinem erlernten Beruf. Von 1903 bis 1906 war er Vorsitzender der Filiale Hannover des Steindruckerverbandes und Lagerhalter des Konsumvereins. 
Im Jahr 1907 wechselte Menke als Arbeitersekretär nach Dresden. Dort war er auch als Arbeitnehmervertreter bei verschiedenen Institutionen tätig. Von 1910 bis 1922 amtierte er als Vorsitzender beim Hauptvorstand des Zentralverbandes proletarischer Freidenker Deutschlands. Im Jahr 1915 wurde Menke Mitglied der Gruppe Internationale und schloss sich 1917 der Unabhängigen Sozialdemokratischen Partei Deutschlands an. 1918 wurde Menke verhaftet und kam erst durch die Novemberrevolution wieder frei. Er wurde Mitglied des Arbeiter- und Soldatenrates in Dresden und war in dieser Zeit einer der führenden USPD-Politiker in der sächsischen Landeshauptstadt.
Von 1919 bis 1922 war Menke Bezirksparteisekretär der Dresdner USPD. Ebenfalls 1919 wurde er zum Stadtverordneten in Dresden (bis zu seinem Wegzug Anfang 1922) und in die Sächsische Volkskammer gewählt, wo er als Sekretär der USPD-Landtagsfraktion fungierte. Von 1920 bis zu seinem Tod war er Abgeordneter des Sächsischen Landtags. Von Januar bis September 1922 gehörte er dem zentralen USPD-Parteirat an und trat dann mit dem überwiegenden Teil seiner Partei der SPD bei.
In den Jahren 1922 bis 1923 war Menke Gemeindevorsteher bzw. Bürgermeister von Heidenau. Dem folgte von Mai bis Dezember 1923 eine kurze Tätigkeit als Polizeipräsident von Dresden, die mit der Absetzung durch den kommandierenden Generalleutnant Alfred Müller als Inhaber der vollziehenden Gewalt im Zusammenhang mit der Reichsexekution endete. Anschließend widmete sich Menke wieder stärker seiner Arbeit im Sächsischen Landtag. 
Er starb 1929 im Alter von 52 Jahren im Stadtkrankenhaus Dresden-Johannstadt.